# Песотта, Роуз
Роуз (Роза) Песотта (англ. Rose Pesotta, урождённая Рахиль Пейсата, Rakhel Peysata; 20.11.1896, Деражня, Российская империя, ныне Хмельницкая область, Украина — 6.12.1965, Майами, Флорида) — американская анархистка, профсоюзная и феминистская активистка. Организатор и вице-президент Международного женского профсоюза работниц швейной промышленности (Международного профсоюза швей/дамских портных, International Ladies' Garment Workers' Union, ILGWU). Украинская еврейка по происхождению.

## Биография

### Путь из украинского штетла в США
Роза (Рахиль) родилась 20 ноября 1896 года в населённой украинцами и евреями подольской Деражне и была одной из 8 детей в купеческой семье (отец торговал зерном и погиб в погроме в 1919 году). Получила образование как в официальной, так и в неформальной среде. С раннего возраста слыла бунтаркой. На нее существенно повлияли анархистские работы, в том числе Бакунин. Родители принуждали Розу к договорному браку; отказавшись выйти замуж, она в 1913 году эмигрировала к своей старшей сестре в Нью-Йорк и устроилась работать портной на фабрике по пошиву рубашек.
В 1914 году году Песотта присоединилась к профсоюзу ILGWU, руководящие позиции в котором, в отличие от многих других, занимали и женщины (под влиянием «Восстания 20 тысяч» — забастовки 1909 года работниц швейной промышленности Нью-Йорка, которую возглавляла ещё одна еврейская эмигрантка с Подолья, Клара Лемлих). Она активно участвовала в общественной деятельности, забастовках и просвещении швей.

### Образовательная и анархистская деятельность
Песотта параллельно изучала английский язык в вечерней школе и регулярно проходила профсоюзное обучение, посещая летние школы в Брин-Море и Висконсине в 1922 и 1930 годах, а также Трудовой колледж Бруквуда (Brookwood Labor College, существовавший как школа-интернат для общественных активистов, принадлежащих к некоммунистическим левым) для подготовки профсоюзных активистов в 1924—1926 годах. Став первой женщиной, избранной в исполнительный совет местного профсоюза, создала одну из первых программ обучения работниц. 
Песотта регулярно писала для профсоюзных и анархистских печатных изданий на идише и английском языке. Вместе с Анной Сосновской, Фанни Бреслав и Кларой Ротберг Ларсен Песотта публиковала «Юнион Арбетер» («Профсоюзный работник») в период с 1923 по 1927 год. В 1924—1928 годах Песота также писала в анархическую газету Road to Freedom («Дорога к свободе»), преемницу журнала Mother Earth («Мать-Земля») Эммы Гольдман. 
С Гольдман, самой известной фигурой американского анархизма, она не только сдружилась, но и едва не разделила её судьбу — в 1919 году Песотта тоже была арестована в ходе печально известных рейдов Палмера и содержалась под стражей как подрывной иностранка и элемент. Однако ей удалось избежать депортации, тогда как её жениху и Гольдман повезло меньше — их выслали в Советскую Россию на «Красном ковчеге», и больше она никогда его не видела. Песотту снова арестовали в 1927 году за протест против казни анархистов Сакко и Ванцетти — от имени местной общины она исследовала обстоятельства дело приговорённых к смерти, сдружившись с Бартоломео Ванцетти.

### Профсоюзная работа
Начиная с 1930-х годов она регулярно выезжала организовывать работниц в профсоюзы за пределамы Нью-Йорка. Например, в 1933 году ILGWU отправил её в Лос-Анджелес заняться объединением в профсоюз в первую очередь швей-мексиканских иммигранток; её усилия поспособствовали забастовке работниц 1933 года в этом городе, где стачки были редкостью.
Её успех в Лос-Анджелесе привёл к ее избранию на должность вице-президента профсоюза ILGWU в 1934 году (она стала лишь третьей женщиной в списке, начатом назначением Фаннии Кон в 1916 году). Песотта настолько отличилась на профсоюзной стезе, что профцентр Конгресс производственных профсоюзов отправлял её для проведения организационных кампаний не только в её собственной лёгкой, но и тяжелой промышленности. Она помогала рабочим резиновой промышленности во время их сидячей забастовки на заводе Goodyear в Акроне (штат Огайо) и бастующим работникам автомобильной промышленности на заводе General Motors во Флинте (штат Мичиган). 
Она участвовала в организации мероприятий и рабочей борьбы не только в материковых США (Милуоки, Детройте, Бостоне, Монреале, Солт-Лейк-Сити и многих других местах), но и в Пуэрто-Рико (1934) и Канаде (1937). Так, в последней (а именно в Монреале) её усилия включали работу по расширению охвата зарождающегося профсоюзного движения, изначально ориентированного на еврейских швей, на франкоговорящих женщин, преодолевая языковые, культурные и религиозные различия. В результате, консервативные католические СМИ требовали её депортировать. Однако созданное Песоттой с Леей Робак отделение профсоюза возглавило в 1937 году забастовку 5000 женщин.
Её профсоюзная деятельность имела свои последствия, как физические, так и эмоциональные. Её так сильно избивали антипрофсоюзные головорезы, что она страдала от постоянной потери слуха. Постоянно находясь в разъездах, она страдала от одиночества и не могла наладить личную жизнь. После интенсивной работы с отделением 484 в Лос-Анджелесе, Песотта попыталась управлять этим местным отделением, однако президент ILGWU Давид Дубинский отклонил её запрос. В ответ Песотта в 1942 году подала в отставку из состава правления профсоюза, чтобы привлечь внимание к недостаточному представительству женщин в руководстве организации. В своём заявлении об уходе она конкретно указала на сексизм как на причину: коллеги-мужчины, притом многим обязанные ей, похоже, «не признавали её компетентности» в управлении местными отделениями.
В 1944 году Песотта отказалась от нового срока полномочий в исполнительном совете профсоюза, отдельно отметив, что она не может быть одной-единственной женщиной в совете, в то время как женщины составляют подавляющее большинство (85 %) членов профсоюза («голос одинокой женщины в исполнительном совете будет гласом вопиющего в пустыне»).

### После профсоюза
События Второй мировой войны тоже наложили свой отпечаток. Потрясенная известиями о Холокосте, включая гибель многих её родственников, Песотта после выхода из профсоюза некоторое время работала для еврейской организации Бней-Брит и выступала по всей стране против антисемитизма и расизма. Приблизительно через год она вернулась в лёгкую промышленность, но продолжила свою активность по поддержке еврейской общины. 
После войны она отправилась в Польшу и посетила концентрационный лагерь Майданек, где встретилась с выжившими. Если ранее у неё было двойственное отношение к своему еврейству (вторя Томасу Пейну, она говорила: «Мир — моя страна, а творить добро — моя религия»), но после Холокоста она стала отождествлять себя с рабочим сионизмом и стала директором Американского профсоюзного совета Гистадрута на Среднем Западе. Впрочем, она также отличилась как защитница гражданских прав афроамериканцев. 
У Песотты были и литературные интересы. Она написала роман о студенте ешивы, который стал революционером, и опубликовала две книги мемуаров: «Хлеб на водах» (Bread Upon the Waters, 1944) и «Дни нашей жизни» (Days of Our Lives, 1958). Второй том она посвятила памяти еврейской культуры, уничтоженной нацистами.
Роуз Песотта умерла от рака в Майами (штат Флорида) 6 декабря 1965 года.